# Perkin Warbeck

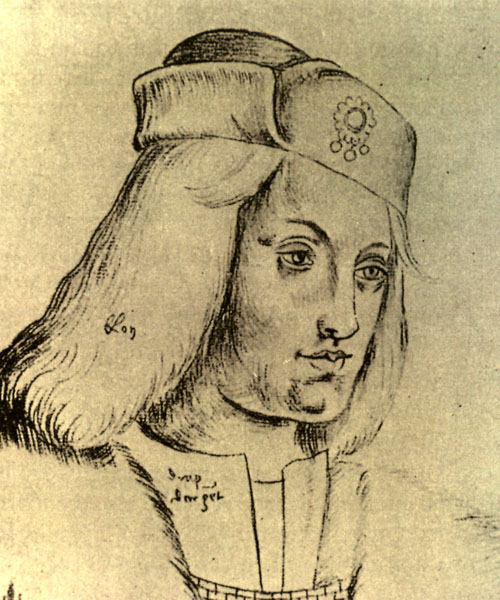
Desen din secolul al XV-lea al lui Perkin Warbeck

Perkin Warbeck (circa 1474 – 23 noiembrie 1499) a fost un pretendent la tronul Angliei. Warbeck a pretins că ar fi fost en  Richard de Shrewsbury, Duce de York, care era cel de-al doilea fiu al lui Eduard al IV-lea al Angliei, așa numitul Prințul din turn (conform, en  "Princes in the Tower". Dacă Richard ar fi fost în viață, atunci el ar fi fost adevăratul pretendent la tronul Angliei dacă fratele său mai mare Eduard al V-lea ar fi fost decedat, conform en  legitimității legilor de succesiune ale timpului.
Datorită incertitudinii faptului că Richard ar fi decedat (fie de cauze naturale, fie pentru că ar fi fost ucis în Turnul Londrei) sau că ar fi fost în viață, supraviețuind cumva, pretenția lui Warbeck a căpătat un anumit tip de suport. Entuziaștii ideii ar fi putut crede sincer că Warbeck era de fapt Richard ori l-ar fi susținut pe Warbeck doar pentru că voiau să-l detroneze pe regele curent al momentului, en  Henry al VII-lea, și să pretindă tronul. Lipsa de informații corecte privind soarta lui Richard plus susținerea primită de Warbeck din afara Angliei, l-a făcut pe acest pretendent să fie un pericol real pentru noua instaurată Dinastie Tudor. Ca atare, Henry al VII-lea l-a declarat pe Warbeck un impostor.